# Hwangbo Kwan
Hwangbo Kwan (* 1. März 1965 in Daegu) ist ein ehemaliger südkoreanischer Fußballspieler und heutiger -trainer.

## Karriere

### Spieler

#### Klub
Nach seiner Zeit in der Mannschaft der Seoul National University wechselte Hwangbo Anfang 1988 in den Kader der Yukong Elephants. Zur Saison 1995 wechselte er dann nochmal nach Japan zu Ōita Trinita und beendete hier nach der Saison 1996 seine Karriere.

#### Nationalmannschaft
Sein erstes bekanntes Spiel für die südkoreanische Nationalmannschaft war im Jahr 1988. Im selben Jahr war er Teil des Kaders bei der Asienmeisterschaft 1988 und kam hier auch zum Einsatz. Weiter ging es für ihn dann im nächsten Jahr mit der Qualifikation für die Weltmeisterschaft 1990, in der er in sehr vielen Partien eingesetzt wurde. Schlussendlich wurde er hier auch Teil des Kaders bei der Endrunde und kam in zwei Partien der Gruppenphase zum Einsatz. Bei der 1:3-Niederlage gegen Spanien erzielte er den 1:1-Ausgleich und damit das einzige Tor seiner Mannschaft bei diesem Turnier. Nach ein paar Freundschaftsspielen war er zum Abschluss des Jahres auch noch Teil der Asienspiele 1990, wo er ebenfalls ein paar Einsätze bekam. Seine letzten Spiele absolvierte er 1993 größtenteils innerhalb der Qualifikation für die Weltmeisterschaft 1994. Sein letzter Einsatz war dann eine 1:2-Freundschaftsspielniederlage gegen Ägypten.

### Trainer
Nach dem Ende seiner Laufbahn als Spieler war 1999 seine erste Station der Posten des Co-Trainers bei seinem ehemaligen Klub Ōita Trinita. Ab 2000 wurde er auch noch parallel der Nachwuchskoordinator des Klubs. Zur Saison 2005 wurde er dort schließlich Cheftrainer, verblieb auf diesem Posten aber nur bis August 2005, danach war er von 2006 bis Anfang 2010 als Vize-Präsident aktiv. Im Verlauf der Saison 2010 wurde er anschließend nochmal Trainer des japanischen Vereins.
Zur Saison 2011 kehrte er wieder in sein Heimatland zurück und wurde Cheftrainer beim FC Seoul. Seit Mai 2011 hat er bislang mehrere Positionen innerhalb des südkoreanischen Verbands bekleidet. Derzeit ist er seit Sommer 2014 als Technischer Mitarbeiter aktiv.